# Lärbro-Hellvi församling
Lärbro-Hellvi församling var en församling i Visby stift i Svenska kyrkan på Gotland. Församlingen uppgick 2012 i Forsa församling.
Till församlingen hör Lärbro kyrka och Hellvi kyrka.

## Administrativ historik
Församlingen bildades 2010 genom samgående av Lärbro församling och Hellvi församling och bildade sedan till 2012 pastorat tillsammans med Hangvar-Halls församling. Församlingen visade sig vara mycket kortlevad och uppgick 2012 i Forsa församling.